# Georg Geyer (Geologe)
Georg Geyer (* 20. Februar 1857 im Schloss Auhof in Blindenmarkt; † 25. Februar 1936 in Wien) war ein österreichischer Geologe und Paläontologe.

## Leben und Wirken
Georg Geyers Vater war Oberförster beim Fürsten Starhemberg. Er studierte Geologie und Paläontologie an der TH Graz, der Bergakademie Leoben und der Universität Wien, machte aber keinen Abschluss. Ab 1882 war er zunächst als Volontär bei der k. k. Geologischen Reichsanstalt in Wien, wo er 1887 zum Praktikant, 1892 zum Adjunkt und 1900 zum Chefgeologen ernannt wurde. 1919 bis 1923 war er der Direktor der Geologischen Staatsanstalt Österreichs.
Geyer war ein guter Bergsteiger und kartierte unter anderem in den steirischen, karnischen Alpen, den Tiroler Alpen und den oberösterreichischen Alpen (u. a. Weyer (Oberösterreich)) und in den angrenzenden Südalpen in Italien. Er war Hofrat und ab 1914 korrespondierendes und ab 1921 wirkliches Mitglied der Österreichischen Akademie der Wissenschaften. Er ist für die Erkundung des Toten Gebirges bekannt, worüber er eine Monographie veröffentlichte.

## Schriften
- Das Todte Gebirge: eine monographische Abhandlung. Jahrbuch des Oesterreichischen Touristen-Club IX, Wien 1878.
- Führer durch das Dachsteingebirge und die angrenzenden Gebiete des Salzkammergutes und Ennstales. Lechner, Wien 1886.
- Über die liasischen Brachiopoden des Hierlatz bei Hallstatt. In: Abhandlungen der Geologischen Bundesanstalt in Wien. Band 15, 1889, S. 1–88 (zobodat.at [PDF]).
- Die mittelliasische Cephalopodenfauna des Hinterschafberges in Oberösterreich. Hölder, Wien 1893.